# Tajemství (opera)
Tajemství je komická opera Bedřicha Smetany o třech dějstvích z let 1877–1878. V těchto letech nastávalo období zhoršujícího se skladatelova zdravotního stavu. Někteří znalci považují Tajemství za nejdokonalejší Smetanovu operu vůbec. Hlavní hudební motiv je shodný s jedním z motivů ze symfonické básně Z českých luhů a hájů. Libreto k opeře napsala Eliška Krásnohorská v době, která je považována za nejzralejší období její básnířské tvorby.
Premiéra byla připravena na 18. září 1878 do Nového českého divadla pod taktovkou Adolfa Čecha a v režii Edmunda Chvalovského. První inscenace opery v zahraničí byla uvedena v roce 1895 ve Vídni v německém překladu Maxe Kalbecka.

## Osoby a první obsazení
| osoba                                                                                                | hlasový obor | premiéra (18.9.1878) |
| --- | ------------ | -------------------- |
| Malina, konšel                                                                                       | bas          | František Mareš      |
| Kalina, konšel                                                                                       | baryton      | Josef Lev            |
| Panna Róza, sestra Malinova                                                                          | alt          | Betty Fibichová      |
| Blaženka, dcera Malinova                                                                             | soprán       | Marie Sittová        |
| Vít, syn Kalinův, myslivec                                                                           | tenor        | Antonín Vávra        |
| Bonifác, vysloužilec, Kalinův výměnkář                                                               | bas          | Karel Čech           |
| Skřivánek, zpěvák                                                                                    | tenor        | Adolf Krössing       |
| Mistr zednický                                                                                       | baryton      | Leopold Stropnický   |
| Hospodská                                                                                            | soprán       | F. Märzová           |
| Jirka, zvoník                                                                                        | tenor        | Jan Šára             |
| Duch frátera Barnabáše                                                                               | baryton      | Ferdinand Koubek     |
| Konšelé, sousedé, sousedky, hoši a děvčata, mlatci, chasníci zedničtí, stíny a zjevení ve snu, dudák |              |                      |
| Dirigent: Adolf Čech, režisér: Edmund Chvalovský                                                     |              |                      |

## Inscenační historie

### V českých zemích
Tajemství se po premiéře nehrálo často, nicméně s pravidelnými odstupy a nikdy nadlouho nezmizelo z repertoáru pražského Národního divadla. Postupně pronikalo na další českojazyčné operní scény: 7. října 1890 se hrálo poprvé v Národním divadle v Brně, roku 1903 v Městském divadle v Plzni, v Bratislavě se hrálo poprvé roku 1920, v Olomouci roku 1921 a v Moravské Ostravě roku 1922.
V letech 1945–2000 bylo Tajemství inscenováno ve všech českých operních divadlech: v pražském Národním divadle (1946, 1962, 1973, 1980), v Brně (1945, 1949, 1952, 1961, 1973, 1992), v Plzni (1945, 1949, 1951, 1965, 1982, 1994), v Opavě (1946, 1952, 1963, 1978, 1995), v Ostravě (1948, 1957, 1963, 1979), v Ústí nad Labem (1949, 1953, 1995), v Liberci (1949, 1959, 1963, 1972, 2000), v Českých Budějovicích (1958, 1982) a v Olomouci (1977, 1990). V 21. století je uvedlo nejprve Národní divadlo (2006) v režii Jiřího Nekvasila a výpravě Daniela Dvořáka. V roce 2007 je pak nastudovalo Jihočeské divadlo v Českých Budějovicích.
Celkově patří Tajemství mezi méně hrané Smetanovy opery, i to mu však zajišťuje významné postavení na českém repertoáru. Přemysl Pražák napočítal 766 představení do konce sezóny 1947/48; databáze Divadelního ústavu eviduje 40 profesionálních inscenací po roce 1945.

### Mimo české země
Za hranice se Tajemství dostalo až po Smetanově smrti, v rámci „smetanovské vlny“ po triumfu Prodané nevěsty na vídeňské mezinárodní divadelní výstavě roku 1892. Německé znění této opery přineslo záhy s velkým ohlasem Divadlo na Vídeňce a vídeňská Dvorní opera uvedla roku 1893 úspěšně rovněž Hubičku. Její ředitel a dirigent Wilhelm Jahn proto pokračoval nastudováním Tajemství, jež mělo vídeňskou premiéru roku 1895 v překladu Maxe Kalbecka. Přijetí však bylo méně příznivé, Tajemství se ve větší míře neprosadilo a zahraniční nastudování jsou ojedinělá. Bylo uvedeno například roku 1969 v Hanoveru v novém překladu Kurta Honolky a roku 1977 v berlínské Komische Oper v nové úpravě od Klause Schlegela na základě překladu Rudolfa Asmuse.
Britskou premiéru připravil Oxford University Opera Club v roce 1955 pod vedením Jacka Westrupa a roku 1972 ji uvedl Vilém Tauský na Camdenském festivalu.
Na Slovensku hrálo Tajemství Slovenské národní divadlo v době první republiky i Slovenského státu: pět nastudování (1920, 1924, 1927, 1930, 1944) přineslo celkem 28 představení. Po druhé světové válce je uvedlo jen Státní divadlo Košice, a to v roce 1951 a v roce 1968.

### Interpreti
Poměrně nezvyklá skutečnost, že hlavní role (Kalina a panna Róza) jsou svěřeny barytonu a altu, je důvodem, proč operu rádi vyhledávají čeští zpěváci těchto oborů. Role Kaliny se po Josefu Lvovi ujal výborně Bohumil Benoni, později například Emil Burian, Jan Konstantin, Zdeněk Otava, Teodor Šrubař, Václav Bednář, Roman Janál. Pannu Rózu po Betty Fibichové zpívaly například Marie Klánová-Panznerová, Gabriela Horvátová, Štěpánka Štěpánová, nověji Jana Sýkorová a Kateřina Jalovcová. Blaženku zpívala po Sittové například Berta Foersterová, Kamila Ungrová, Ada Nordenová, Marie Budíková, Helena Tattermuschová, Mária Haan. Vítka zpíval zvláště rád Otakar Mařák, později Beno Blachut, Ivo Žídek, ze současných zpěváků výborně Pavel Černoch. I vedlejší, ale hudebně vděčné role Bonifáce a Skřivánka zpívali často významní zpěváci. Bonifáce měl v repertoáru Vilém Heš, Robert Polák, Emil Pollert, Luděk Mandaus, Karel Berman, Eduard Haken a další. Skřivánka zpíval jeho první představitel Adolf Krössing po 36 let, později Antonín Lebeda, ke sklonku své kariéry Beno Blachut.
Z nečeských zpěváků stojí za zmínku, že rolí panny Róza zahájila v roce 1956 svou kariéru slavná mezzosopranistka (Dame) Janet Bakerová.

## Děj opery

### 1. dějství
(Městys pod Bezdězem, náměstí) Mlatci ve stodole mlátí žito a přitom obilí žehnají (sbor Žitko krásné, bude chleba). Z domu konšela Maliny přináší mlatcům svačinu Malinova neprovdaná sestra, panna Róza. Vojenský vysloužilec Bonifác, který se o ni uchází, se jí snaží pomoci, ale Róza odmítá. Bonifác vyslovuje domněnku, že Róza stále miluje konšela Kalinu. Když se o ni Kalina před dvaceti léty ucházel, její rodina ho odmítla, protože byl chudý. Uražený Kalina se poté ze vzdoru oženil s nejchudším děvčetem z městečka – Bonifácovou sestrou. Nyní je vdovcem. Róza Bonifácovo nařčení rozhořčeně popírá: Kalinu v srdci nechová a on ji ostatně také nikdy skutečně nemiloval, jak by byl mohl dosvědčit nebožtík fráter Barnabáš z bezdězského kláštera (duet Ó, že mi lásku lhal). Bonifác si mne ruce a doufá, že popichováním Kaliny a Maliny proti sobě nakonec Rózu dostane.
Z radnice vycházejí konšelé Kalina a Malina, vůdcové dvou znepřátelených stran. Na Kalinu již čeká zednický mistr se svými tovaryši: právě dokončili Kalinův nový dům na náměstí, hned naproti domu boháče Maliny, a přejí mu šťastné bydlení a novou přičinlivou žínku. Malina a Kalina se předhánějí, kdo konšely v hospodě nejlépe pohostí. Hospodská jim roznáší a radní vychvalují každý svého vůdce (sbor Ať žije konšel Malina!). Nahluchlý místní zpěvák Skřivánek vidí příležitost a nabízí své písně. Oba konšelé se o něj přetahují a žádají posměšnou píseň o tom druhém. Skřivánek zazpívá píseň o obou – o původu sporu mezi Kalinou a Malinou, o tom, jak obecní záležitosti trpí jejich řevnivostí, a nakonec je vyzývá ke smíření a Kalinu a pannu Rózu k obnovení své staré lásky (píseň Ó, slyš to, předaleký světe). Bonifác se zlobí a i Kalina a Róza zpěváka okřikují, ale Malina je pohnut. Nabízí Kalinovi smír i Rózinu ruku – jenže přitom si neodpustí poznámku, že na Kalinově novém domě visí „dloužek“. Zasáhne tak Kalinu na citlivém místě a místo smíru začíná všeobecná hádka (sextet se sborem O nevěstu, bláhový, ještě neříkal jsem vám). Róza Kalinovi zase vyčítá faleš – poté, co ji rodiče odmítli Kalinovi dát, ji fráter Barnabáš utěšoval řka, že sdělil Kalinovi tajemství, které je přece spojí. Jenže Kalina toho nevyužil. Kalina Rózino tvrzení popírá a ostatní se zmínky o nebožtíkovi děsí. K hospodě přichází dudák a mezi Kalinovou a Malinovou stranou vypukne nový spor, ba téměř rvačka o to, zda má dudák hrát nebo ne.
Rozvášněné otce zastaví až jejich děti: Kalinův syn Vít a Malinova Blaženka. Ti odvádějí rodiče domů a po straně si smlouvají dostaveníčko. Vít zůstane na chvíli na náměstí sám a těší se z Blaženčina pozvání (arieta Z tvých sladkých úst jak slyším rád). – Přichází Bonifác; v bitce mezi konšely se rozvášnil tak, že zlomil trám ze zbořeniště starého Kalinova domu a našel v něm list adresovaný Kalinovi. Kalina zjistí, že je to dopis od nebožtíka Barnabáše a zmiňuje se o pokladu. Více nechce prozradit a i to, co řekl, má zůstat tajemstvím. Vít i Bonifác mu proto musí odpřisáhnout, že o listu nikomu nepovědí (formule přísahy Teď slavně, těžce slibte mi). Jenže sotva Kalinovi odejdou, Bonifác to pod stejnou přísahou vyzradí zednickému mistrovi a ten obratem hostinské a jiným sousedkám, stejně jako zvoníkovi Jirkovi.
Setmělo se a na lavičce se scházejí Vítek a Blaženka; jejich láska musí zůstat sladkým tajemstvím, zejména před jejich otci. A Jirka zatím z ochozu městské věže sděluje přísné tajemství konšela Kaliny dolů zpěvákovi Skřivánkovi – pomocí hlásné trouby. Tak se o pokladu frátera Barnabáše dovídá celé městečko.

### 2. dějství
(Na Bezdězu pod hradem) Je noc a Kalina se s motykou a rýčem dostavil na místo, které mu v listu popsal fráter Barnabáš. Malina měl svou narážkou pravdu. I když Kalina předstírá zámožnost, hlavně kvůli Róze, ve skutečnosti je přes celoživotní pilnou práci chudý a zadlužený. Teď by chtěl mít alespoň na chvíli bohatství a štěstí, které mu bylo v mládí odepřeno (recitativ a árie Jsem žebrák! Po uši až zadlužen!... Med radosti plnými doušky chci pít). Z duševní únavy usíná a zjevuje se mu Barnabášův přízrak i podzemní pidimužíci (sbor Ven z podzemí). Lákají jej k pokladu, byť za cenu propadnutí nečistým mocnostem. Zmizí však, když se přiblíží procesí z městečka k bezdězské kapli (sbor Matičko Boží, obětuj). I Kalinu zpěv probouzí a zviklá jeho rozhodnutí; přidává se k poutníkům, aby se stranou pomodlil.
Na místě se setkávají Blaženka a Vít. Radostně se obejmou (duet Radosti moje). Vít by rád veřejně požádal o Blaženčinu ruku, ale dívka se bojí a chce jejich lásku udržet v tajnosti. Na Vítovu vyčítavou otázku potvrzuje, jak jej má ráda (árie Když slyším jen tvého rohu pění). Ale Vít není spokojen – takové tajemství je marný klam a nemá východiska (árie Co myslím? Čím jsem opojen?)
Mezitím se měšťané vracejí od kaple a Bonifác milence zahlédne; ihned přivede ostatní. Kalina, Malina, Róza a další tak milence překvapí (sextet se sborem Tu, tu, hleďme je! Pravda-li!). Vít oběma otcům přiznává svou lásku k Blažence a žádá Malinu o její ruku. Ale Malina ani Kalina o tom nechtějí slyšet a i Róza Blaženku varuje před zrádnými Kaliny, jejichž láska je falešná a zištná. Vít je uražen, a aby dokázal, že mu nejde o věno, žádá Blaženku, aby s ním odešla – budou živi i bez majetku otců. Blaženka přijímá, a protože ani prosby obměkčené Rózy a rozumnějších měšťanů na Kalinu a Malinu neplatí, odcházejí oba mladí společně (kvintet Ó, klamné domnění).
Na místě zůstává jen Róza. Vítova odvaha a rozhodnost na ni zapůsobily; škoda, že se takto odvážně kdysi nezachoval jeho otec – jak by ho ráda následovala. Musí si přiznat, že Kalinu dosud miluje (árie Tak plane láska pravá). Přikrade se k ní Bonifác, který větří příležitost – nabízí se jí za manžela, vychvaluje svou vojenskou udatnost a tvrdí Róze, že by sňatkem s ním navíc potrestala zrádného Kalinu (árie Já, panno Rózo, Bonifác, já sám!). Prozrazuje jí rovněž Kalinovo tajemství. Oba se schovají v křoví, když vidí vracet se Kalinu.
Scéna s Vítem a Blaženkou Kalinu přesvědčila: pokusí se najít poklad, a buď bude stát před Rózou jako pán, nebo ať ho vezme čert. Podaří se mu najít a vypáčit kámen, pod nímž je vstup do podzemní chodby. Róza jeho počínání sleduje se zděšením a nakonec vyběhne a snaží se Kalinu zadržet. Ten ji nejdříve málem obejme, ale pak odhodlaně vstoupí do sluje. Róza i Bonifác bědují; začíná bouře.

### 3. dějství
(Světnice u Maliny) Chasa u Malinů pomáhá obírat chmel a popichuje hospodáře zmínkami o Blaženčině brzké svatbě (sbor Rádi a veselí pomůžem při chmeli). Všichni žádají zasmušilou Blaženku, aby zazpívala, a ta zdráhavě zanotuje žalostnou píseň (Což ta voda s výše strání). Vidouce Blaženčin smutek přemlouvají přítomní Malinu, aby Blaženku Vítovi dal. Zejména na něj naléhá panna Róza a také zednický mistr, kterému by z Blaženčina věna mohl Kalina splatit dluh… Ale Malina nesvolí, dokud ho o Blaženčinu ruku nepožádá sám starý Kalina. Jak poznamenává Bonifác, to se nestane – nejenže je Kalina tvrdohlavý, ale navíc už jej nepochybně odnesl čert. Vojenský vysloužilec pak všem vyzradí, co Kalina pod Bezdězem podniká.
Vít se přichází rozloučit s Blaženkou, s pannou Rózou i s Malinou. Jde do světa a doufá, že se příští rok bude moci vrátit s výdělkem a znovu žádat o Blaženčinu ruku. Malina je dojat, ale trvá na tom, že chce slyšet žádost od Vítova otce. Kalinu chce, jakožto Vítův strýc, zastoupit Bonifác a současně žádá o ruku pannu Rózu, ale je v obojím odbyt. V peci začíná cosi harašit a Bonifác a Skřivánek se leknou, pak ale na požádání začínají píseň o fráteru Barnabáši, známém bonvivánu a vtipálkovi (duet se sborem Bylť vesel fráter Barnabáš). Jenže rachot v peci sílí, až se všichni vyděsí a rozprchnou – až na Rózu. Z dvířek u pece vystupuje Kalina s krumpáčem a žádá po domnělém duchu svůj poklad. Róza jako první poznává, co Barnabáš svou radou mínil, a i Kalina nyní vidí, že jeho pokladem byla Rózina láska (árie Ó, jak jsem bloudil, jak jsem tebe neuznával). Když se všichni vrátí, požádá Kalina Malinu o ruku Blaženky pro Víta a o Rózinu pro sebe. Malina konečně dává svolení a vše končí vítězstvím staré lásky (sbor Aj, kdo jste svoji, buďte sví).

## Nahrávky
- 1945 (rozhlasová nahrávka, rekonstruována 1995, CD vydáno 2010, Společnost Bena Blachuta 008-10-02) Zpívají: (Malina) Jaroslav Veverka, (Kalina) Zdeněk Otava, (Róza) Marta Krásová, (Blaženka) Marie Budíková, (Vít) Beno Blachut, (Bonifác) Vladimír Jedenáctík, (Skřivánek) Karel Hruška, (mistr zednický) Karel Kalaš, (hospodská) Miloslava Fidlerová, (Jirka) Jaroslav Skácel, (duch frátera Barnabáše) Luděk Mandaus. Český pěvecký sbor a orchestr Národního divadla v Praze řídí Jaroslav Krombholc[11]
- ? (Supraphon. LP DV 5142-44) Zpívají: (Malina) Karel Kalaš, (Kalina) Přemysl Kočí, (Róza) Štěpánka Štěpánová, (Blaženka) Štefa Petrová, (Vít) Ivo Žídek, (Bonifác) Vladimír Jedenáctík, (Skřivánek) Oldřich Kovář, (mistr zednický) Josef Křikava, (hospodská) Milada Čadikovičová, (Jirka) Rudolf Vonásek, (duch frátera Barnabáše) Rožánek. Sbor a orchestr Národního divadla v Praze řídí Jaroslav Krombholc
- 1968 (rozhlasová nahrávka, rekonstruována 1997, dosud nevydána) Zpívají: (Malina) Jindřich Jindrák, (Kalina) Jaroslav Horáček, (Róza) Marie Mrázová, (Blaženka) Helena Tattermuschová, (Vít) Beno Blachut, (Bonifác) Karel Berman, (Skřivánek) Rudolf Vonásek, (mistr zednický) Dalibor Jedlička, (hospodská) Jaroslava Procházková, (Jirka) Antonín Zlesák, (duch frátera Barnabáše) Jaromír Vavruška. Pěvecký sbor a symfonický orchestr Československého rozhlasu v Praze řídí Oldřich Pipek[12]
- 1981–82 (Supraphon. LP (1983) 1116 3581-83, CD vydáno 1994, SU 11 2177-2 612) Zpívají: (Malina) Jaroslav Horáček, (Kalina) Václav Zítek, (Róza) Věra Soukupová, (Blaženka) Daniela Šounová-Brouková, (Vít) Leo Marian Vodička, (Bonifác) Karel Průša, (Skřivánek) Oldřich Spisar, (mistr zednický) Bohuslav Maršík, (hospodská) Eva Hlobilová, (Jirka) Alfréd Hampel, (duch frátera Barnabáše) Pavel Horáček. Sbor a orchestr Národního divadla v Praze řídí Zdeněk Košler